# 鷹野淑子
鷹野 淑子（たかの よしこ、1942年1月26日 - ）は、日本の元スピードスケート選手である。長野県小海町出身。
南佐久実業高校在学時の1960年スコーバレーオリンピックにオリンピック日本女子スピードスケート史上初の代表として出場、500m19位、1000m16位、1500m12位、3000m10位だった。